# مارکو کالدرونی
مارکو کالدرونی (انگلیسی: Marco Calderoni؛ زادهٔ ۱۸ فوریهٔ ۱۹۸۹) بازیکن فوتبال اهل ایتالیا است.
از باشگاه‌هایی که در آن بازی کرده‌است می‌توان به باشگاه فوتبال آسکولی، باشگاه فوتبال لچه، باشگاه فوتبال کیه‌وو ورونا، باشگاه فوتبال پیاچنزا، باشگاه فوتبال باری، باشگاه فوتبال لاتینا، باشگاه فوتبال نووارا، و باشگاه فوتبال پالرمو اشاره کرد.
وی همچنین در تیم‌های ملی فوتبال زیر ۲۰ سال ایتالیا بازی کرده‌است.